# Ономатопея

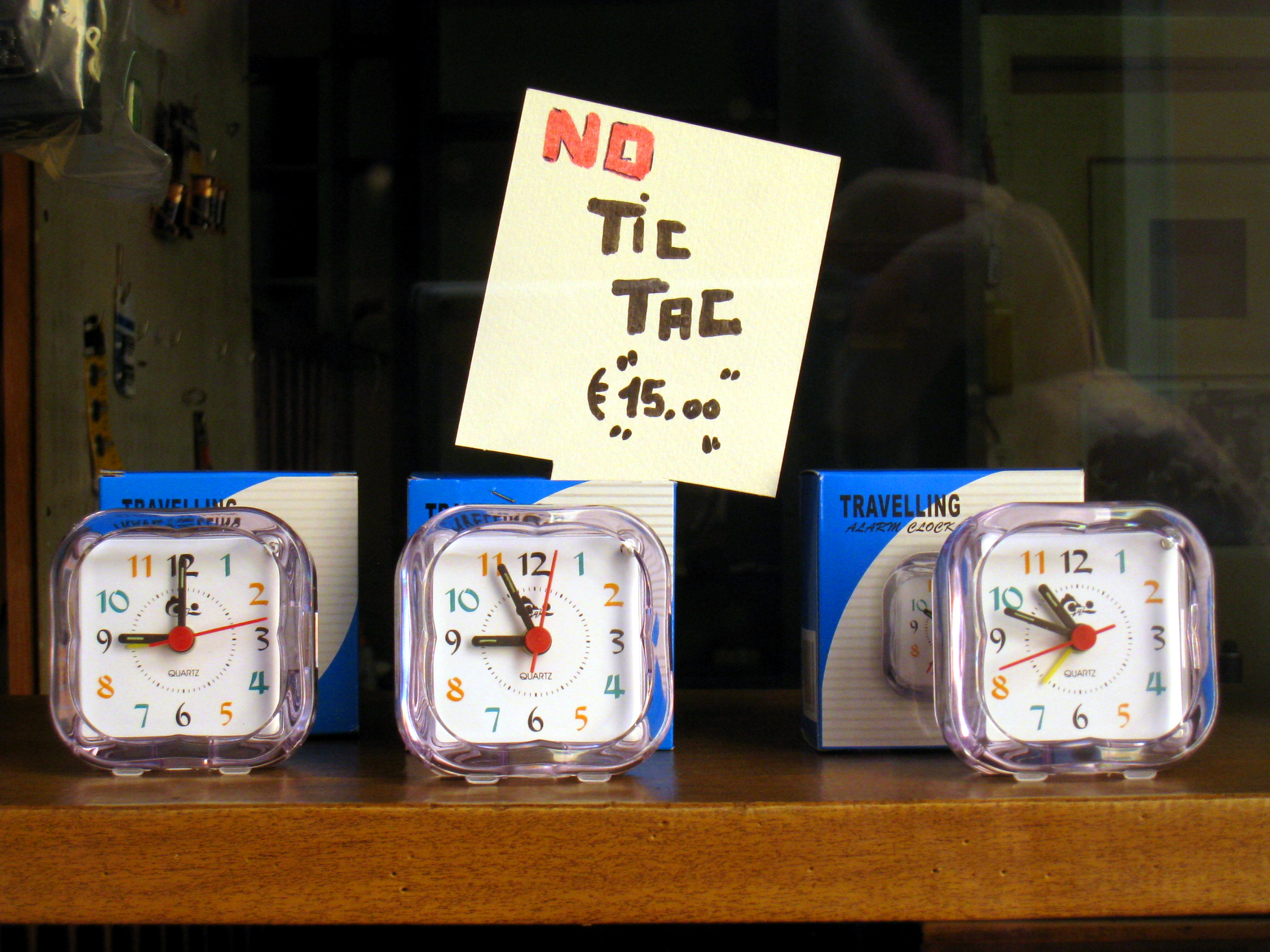
Напис у вітрині магазину Мілана, що використовує ономатопею, щоб вказати, що годинники безшумні.

Ономатопея (грец. ὀνοματοποιία від ὄνομα «ім'я» + ποιέω «роблю, творю») — слово, що є результатом звуконаслідування, а також процес творення таких слів. Найчастіше ономатопеїстичною є лексика, яка прямо пов'язана з істотами або предметами — джерелами звуку: наприклад, дієслова типу «квакати», «нявкати», «кукурікати», «торохтіти» і похідні від них іменники.

## Визначення
Ономатопея — процес імітації засобами мови різних позамовних звукових явищ, а також самі слова, що є результатом звуконаслідування: дзижчати, гавкати, кудкудакати, туркотіти тощо. Прямий вияв ономатопеї як зв'язку звучання і його змісту спостерігається в казках, загадках, скоромовках, наприклад: «Кум-кума, бузька нема, а ми тому раді-раді…».
У художньому тексті ономатопея як евфонічна фігура вживається рідко:
Хлип... хлип...

Дайте мені на хліб!

Кормителі!

Хай царствують ваші родителі 

Вічно,

А я денно і нічно 

За них

хлип... хлип...

Дайте мені на хліб...

Не минайте!
— Є. Плужник
Частіше цей прийом вживається для досягнення акустичного ефекту при зображенні певних явищ, які з цими звуками не мають прямого зв'язку і лише віддалено нагадують їх:
Я стою на кручі! —

За рікою дзвони:

Жду твоїх вітрил я —

Тінь там тоне, тінь там десь...
— П. Тичина

## Глосопоесіс
Глосопое́сис (від грецьких слів glossa — говір, poiesis — творення) — специфічна ненаративна декламація, у якій домінує інтонаційна складова (спрощено: крик).
Антонен Арто вважав глосопоесіс (він називав його ономатопією — звуконаслідуванням) способом літературної творчості, що перебуває посередині між криком як простою відвертістю і дискурсом.

## Використання у кіно і ТВ
- Гном (фільм)
- Каламбур («село дурнів»)
- Маски-шоу